# Чемпионат СССР по футболу 1936 (весна)
Первый чемпионат СССР по футболу был разыгран с 22 мая по 17 июля 1936 года. Победителем однокругового турнира семи команд стало московское «Динамо».

## История создания
Пройдя все невзгоды послереволюционного времени — Гражданскую войну, экономический упадок, международную изоляцию — общественная жизнь, включая спортивную, вернулась на круги своя. Наладилась футбольная инфраструктура, а следом встал вопрос о проведении клубного чемпионата страны.
С 1923 года в рамках Всесоюзного Праздника физкультуры начали проводиться футбольные соревнования по олимпийской системе. Участвовали в них не отдельные команды, а сборные городов. Возобновились чемпионаты городов. В них команды разделялись на две группы, а матч лидеров каждой из групп определял сильнейший в городе коллектив.
21 ноября 1935 года советскую столицу посетил секретарь французского рабочего спортивно-гимнастического объединения (ФСЖТ) Рауль Шапоан (Raoul Hippolyte Chapoan). В тот же день Шапоан встретился с корреспондентом газеты «Комсомольская правда», сообщив о состоянии рабочего спортивного движения во Франции, перспективах его развития и желательности встреч французских пролетариев с советскими физкультурниками. В конце интервью Шапоан заявил:

В заключение мне хотелось бы сообщить об исключительном интересе к советским футболистам со стороны лучших наших профессиональных футбольных клубов. Перед самым отъездом председатель футбольного клуба «Рессинг» Бернар Леви обратился ко мне с просьбой и поручением договориться с ВСФК о присылке в Париж на 1 января сильнейшей футбольной команды (может быть, сборной Москвы). Одновременно мне известно, что в случае приезда в Париж на матч с футболистами «Рессинга» советская команда получит приглашение на игры и на юге Франции. Предстоящая встреча уже широко обсуждается в футбольных кругах Парижа, а «Рессинг» даже заарендовал для этого матча стадион «Парк Принцев», рассчитанный на 60 тысяч зрителей.
На следующий день интервью с Шапоаном было кратко изложено читателям газеты. Спустя несколько Шапоан повторил приглашение советским футболистам короткой фразой между строк в интервью газете «Красный спорт»:

Узнав, что я еду в СССР, руководители профессионального клуба «Рессинг» просили передать одной из лучших советских команд приглашение приехать в январе для игры в Париж.
Ответная реакция со стороны советских властей на приглашение последовала спустя месяц:

Заседание оргбюро ЦК ВКП(б)
О командировании футбольной команды во Францию (т. Ангаров) – Зам. зав. отделом ЦК. 21 декабря 1935 года.
1. Удовлетворить просьбу ВСФК при ЦИК СССР о командировании во Францию футбольной команды в составе 28 человек для встречи с профессиональной командой «Рэсинг-клуб» и командами рабочих футбольных клубов.
Ответственным руководителем команды утвердить Харченко И. И.

2. Внести на утверждение политбюро ЦК.
В обсуждении приняли участие 53 человека: члены оргбюро ЦК ВКП(б): Андреев, Гамарник, Ежов, Жданов, Косарев (инициатор создания клубного чемпионата СССР по футболу после разбора причин поражения в матче с «Расингом»), Стецкий, Шверник; члены ЦК ВКП(б): Бубнов, Жуков, Зеленский, Крупская, Микоян, Уханов; а также жены членов оргбюро, руководители групп комиссий партконтроля, зав. отделами ЦК, представители от ЦК ВЛКСМ, редакции газеты «Правда» и начальник политуправления НКВД. Решение членов оргбюро было утверждено на заседании Политбюро вечером того же дня или, что вероятнее, на следующий день 22 декабря, т.к. накануне (т.е. 21-го) Сталину исполнилось 56 лет. Возможно, это обстоятельство и оказалось решающим: "лучший друг советских футболистов" мог лично дать добро на их поездку в Париж.
23 декабря центральные газеты оповестили всю страну о поездке советских футболистов в Париж. Главное спортивное издание страны, газета «Красный спорт» на первой странице предоставило слово руководителю советской делегации, зампреду ВСФК Ивану Ивановичу Харченко, рассказавшему о деталях будущей поездке и ее целях. А уже на следующий день футболисты отправились в Париж.
24 декабря в 22 часа 45 минут с Белорусско-Балтийского вокзала Москвы советская делегация отправилась в Париж. В ее составе 28 человек: футболисты московского «Спартака» и «Динамо» и их официальные представители Николай Старостин (ответственный секретарь Московского городского совета «Спартака») и Михаил Лаврентьев (нач. оргучебного отдела и член Президиума Центрального совета «Динамо»), тренер Константин Квашнин (также тренер «Динамо») и руководитель делегации Иван Харченко. Среди провожающих: секретарь ЦК ВЛКСМ Косарев, председатель ВСФК Манцев, руководители ЦС «Динамо» и «Спартака», спортсмены, журналисты, друзья и родные. Перед отъездом Харченко выступил с краткой речью: «Противник очень сильный. Поэтому предсказать результат матча очень трудно. Одно лишь могу сказать с уверенностью: мы едем с твердой волей к победе и постараемся сделать все для победы». Под громкие крики "Физкульт-ура-а-а!!!" поезд медленно отошел от платформы. Отошел с опозданием. Чтобы поспеть к месту вовремя, в польской столице пересели в экспресс «Варшава – Париж» и несколько переусердствовали – вместо утра 27-го оказались на конечной станции 26 декабря в 20 часов 28 минут по парижскому времени, чем ввели в заблуждение встречающих. Лишь благодаря оперативности местных журналистов, неизвестно каким способом раздобывших информацию о прибытии советских футболистов, Шапоан и хозяин «Расинга» Бернар Леви встретили гостей и разместили их в отеле «Кавур» (Cavour). До начала матча оставалось менее 6 суток. Оставшиеся дни советские футболисты посвятили тренировкам, а между ними осмотру достопримечательностей Парижа и посещением спортивных и культурных мероприятий.
В день матча трибуны стадиона «Парк де Пренс» были полностью заполнены. В ложе для почетных гостей находились: полпред СССР во Франции Потемкин, сотрудник посольства Карахан, министр морского флота Французской Республики Пьетри, представители парижского муниципалитета.
35 000 зрителей на переполненном стадионе «Парк де Пренс» стали свидетелями поражения московской команды со счётом 1:2. Сборная возвращалась домой с чувством неудовлетворённости, так как упустила победу в равном матче. Отечественные игроки ничуть не уступали зарубежным в классе, а значит могли конкурировать за первенство в мире. Так описывает свои ощущения игрок сборной Николай Старостин:

«Проигрыш оказался поучительным. <…>. Мы вернулись домой, ходили и объясняли, что противник хорош, но и мы не хуже. Нас застала врасплох тактическая новинка. Нужен обмен опытом, и не только в гостях, но и дома. А что мы знаем друг о друге? Полсотни игроков варятся в собственном соку. Встречаются в год по обещанию сборные больших городов, да и то непостоянно… Где уж тут набраться мудрости!».

С зимы 1936 года Николай Старостин по поручению первого секретаря ВЛКСМ Косарева готовит проект чемпионата СССР по футболу. Но невозможно было ограничиться лишь организацией чемпионата, встал вопрос о необходимости изменить представление об игре в целом. Для этого перенимали опыт западных коллег: ввели оплачиваемое судейство, освободили игроков команд от работы на предприятиях и многое другое. Продолжались дискуссии о тактическом построении, так как популярная в европейском футболе схема «дубль-вэ» — три защитника, два полузащитника и пять игроков в атаке — считалась чрезмерно оборонительной.
Наконец, 13 марта 1936 года на заседании Высшего совета физической культуры был одобрен проект, предложенный Николаем Старостиным. Было решено провести чемпионат СССР в два круга — весной и осенью, а в перерыве между ними разыграть кубок СССР по олимпийской системе. Была определена цена входного билета на футбольный матч — от одного до пяти рублей, на усмотрение предприятия-организатора. Система начисления очков предусматривали три очка за победу, два за ничью, одно за поражение и ноль за неявку на игру. Команды в чемпионате разделены на дивизионы: от сильнейших команд страны в группе «A» и по нисходящей до группы «Г».

## Группа «А». Итоговая таблица
| М | Команда                  | 1   | 2   | 3   | 4   | 5   | 6   | 7   | И | В | Н | П | М     | О  |
| - | ------------------------ | --- | --- | --- | --- | --- | --- | --- | - | - | - | - | ----- | -- |
|   | «Динамо» Москва          |     |     |     | 6:2 | 3:1 | 2:0 | 5:1 | 6 | 6 | 0 | 0 | 22-5  | 18 |
|   | «Динамо» Киев            | 1:5 |     | 1:3 |     |     | 1:0 |     | 6 | 4 | 0 | 2 | 18-11 | 14 |
|   | «Спартак» Москва         | 0:1 |     |     | 0:3 |     | 6:1 |     | 6 | 3 | 1 | 2 | 12-7  | 13 |
| 4 | ЦДКА Москва              |     | 1:6 |     |     | 0:3 |     | 6:2 | 6 | 2 | 1 | 3 | 13-18 | 11 |
| 5 | «Локомотив» Москва       |     | 0:2 | 0:2 |     |     |     |     | 6 | 2 | 0 | 4 | 7-11  | 10 |
| 6 | «Динамо» Ленинград       |     |     |     | 1:1 | 3:1 |     | 0:1 | 6 | 1 | 1 | 4 | 5-12  | 9  |
| 7 | «Красная заря» Ленинград |     | 2:7 | 1:1 |     | 1:2 |     |     | 6 | 1 | 1 | 4 | 8-21  | 9  |

* Система начисления очков: 3 за победу, 2 за ничью, 1 за поражение и 0 за неявку.

По итогам турнира:
- Предусматривался переходный матч аутсайдера группы «А» и победителя группы «Б», но в итоге увеличили группу «А» путём добавления тбилисского «Динамо».

«Динамо» (Москва): А. Квасников (5 матчей), Е. Фокин (2), Л. Корчебоков (5), В. Тетерин (5), П. Коротков (4), А. Лапшин (5), Е. Елисеев (6), А. Ремин (6), В. Дубинин (1), М. Семичастный (6, 6 забитых мячей), М. Якушин (5, 1), В. Павлов (6, 5), С. Ильин (6, 4), Алексей Пономарёв (1), В. Смирнов (6, 5)
Лучший бомбардир — Михаил Семичастный («Динамо» (М)) — 6 голов в 6 матчах.

## Группа «Б». Итоговая таблица
| М     | Команда                 | 1   | 2   | 3   | 4   | 5   | 6   | 7   | -   | И | В | Н | П | М    | О  |
| ----- | ----------------------- | --- | --- | --- | --- | --- | --- | --- | --- | - | - | - | - | ---- | -- |
| 1     | «Динамо» Тбилиси        |     |     |     | 1:1 |     |     | 5:0 |     | 6 | 5 | 1 | 0 | 19-4 | 17 |
| 2     | ЗИС Москва              | 1:2 |     |     |     | 2:0 | 1:2 |     | 2:0 | 6 | 3 | 1 | 2 | 10-7 | 13 |
| 3     | «Сталинец» Ленинград    | 1:3 | 0:0 |     |     | 2:1 | 3:2 |     |     | 6 | 2 | 3 | 1 | 9-9  | 13 |
| 4     | «Сталинец» Москва       |     | 2:4 | 2:2 |     | 1:1 |     | 1:0 | 1:1 | 6 | 1 | 4 | 1 | 8-9  | 12 |
| 5     | «Серп и Молот» Москва   | 0:2 |     |     |     |     | 1:1 | 4:0 |     | 6 | 1 | 2 | 3 | 7-8  | 10 |
| 6     | «Спартак» Ленинград     | 1:6 |     |     | 1:1 |     |     |     |     | 6 | 1 | 2 | 3 | 8-17 | 10 |
| 7     | «Динамо» Днепропетровск |     | 1:2 | 1:1 |     |     | 5:1 |     |     | 6 | 1 | 1 | 4 | 7-14 | 9  |
| Снята | «Динамо» Харьков        |     |     | 2:6 |     |     |     |     |     | 3 | 0 | 1 | 2 | 3-9  | 4  |

* Система начисления очков: 3 за победу, 2 за ничью, 1 за поражение и 0 за неявку.

По итогам турнира:
- «Динамо» Тбилиси перешло в группу «А».
- «Динамо» Днепропетровск и снятое с турнира после 3-х матчей «Динамо» Харьков опустились в группу «В».
- В группу «Б» перешли «Динамо» Ростов-на-Дону, «Строители» Баку, а также был включен «Серп и Молот» Харьков.

## Группа «В». Итоговая таблица
| М | Команда                 | 1   | 2   | 3   | 4   | 5   | 6   | 7   | 8   | И | В | Н | П | М     | О  |
| - | ----------------------- | --- | --- | --- | --- | --- | --- | --- | --- | - | - | - | - | ----- | -- |
| 1 | «Динамо» Ростов-на-Дону |     |     | 4:3 | 1:3 |     |     |     | 1:0 | 7 | 5 | 1 | 1 | 19-12 | 18 |
| 2 | «Строители» Баку        | 1:1 |     |     |     |     | 6:0 |     | 2:3 | 7 | 4 | 1 | 2 | 18-10 | 16 |
| 3 | «Динамо» Одесса         |     | 5:0 |     |     | 1:1 | 0:1 | 3:1 |     | 7 | 3 | 2 | 2 | 15-9  | 15 |
| 4 | «Динамо» Казань         |     | 1:3 | 2:2 |     |     | 1:1 | 4:1 | 2:1 | 7 | 3 | 2 | 2 | 14-15 | 15 |
| 5 | «Локомотив» Тбилиси     | 2:4 | 0:1 |     | 6:1 |     |     | 2:2 |     | 7 | 2 | 3 | 2 | 14-11 | 14 |
| 6 | «Спартак» Харьков       | 1:2 |     |     |     | 2:2 |     |     | 1:1 | 7 | 1 | 3 | 3 | 8-16  | 12 |
| 7 | «Угольщики» Горловка    | 2:6 | 0:5 |     |     |     | 4:2 |     |     | 7 | 2 | 1 | 4 | 14-24 | 12 |
| 8 | «Локомотив» Киев        |     |     | 0:1 |     | 0:1 |     | 2:4 |     | 7 | 1 | 1 | 5 | 7-12  | 10 |

* Система начисления очков: 3 за победу, 2 за ничью, 1 за поражение и 0 за неявку.

По итогам турнира:
- «Динамо» Ростов-на-Дону и «Строители» Баку повысились в группу «Б».
- «Динамо» Днепропетровск и «Динамо» Харьков опустились из группы «Б».
- «Угольщики» Горловка по окончании турнира перед осенним чемпионатом СССР был переведен в областной центр и сменил название на «Стахановец» Сталино, а возрождённым вновь горловчанам предоставили осенью место во Второй группе Чемпионата УССР.
- «Локомотив» Киев перешел в группу «Г».
- В группу «В» перешло «Динамо» Пятигорск.

## Группа «Г». Итоговая таблица
| М | Команда                                   | 1   | 2   | 3   | 4   | 5   | И | В | Н | П | М    | О  |
| - | ----------------------------------------- | --- | --- | --- | --- | --- | - | - | - | - | ---- | -- |
| 1 | ХТЗ Харьков                               |     |     | 2:0 | 2:1 |     | 4 | 3 | 1 | 0 | 9-3  | 11 |
| 2 | «Крылья Советов» Москва                   | 1:1 |     |     |     | 2:1 | 4 | 2 | 1 | 1 | 5-4  | 9  |
| 3 | «Динамо» Пятигорск                        |     | 1:2 |     |     |     | 4 | 2 | 0 | 2 | 11-8 | 8  |
| 4 | «Сталь» (Завод им. Ленина) Днепропетровск |     | 1:0 | 1:3 |     | +:- | 4 | 2 | 0 | 2 | 3-5  | 8  |
| 5 | ГАЗ Горький                               | 1:4 |     | 3:7 |     |     | 4 | 0 | 0 | 4 | 5-13 | 3  |

* Система начисления очков: 3 за победу, 2 за ничью, 1 за поражение и 0 за неявку.

По итогам турнира:
- «Динамо» Пятигорск было повышено в группу «В».
- «Локомотив» Киев перешел из группы «В».
- «Крылья Советов» Москва исключены из осеннего розыгрыша.
- ГАЗ Горький был заменен на «Динамо» Горький.
- Группу «Г» пополнили «Дзержинец» Сталинград и победитель Второй группы чемпионата УССР-1935 «Сталь» Константиновка.